# Frappuccino
El frappuccino és una línia de begudes combinades de cafè gelat de la cadena Starbucks. Pot consistir en una base de cafè o nata, barrejada amb gel i ingredients com ara xarops aromatitzats i, generalment, cobert amb nata i espècies. També pot incloure begudes refrescants de Starbucks. Els frappuccinos també es venen com a begudes de cafè embotellades a les botigues de queviures, botigues a l'abast i a màquines expenedores.

## Història
Frappuccino és un mot creuat de " frappé " (pronunciat /fræp/ i també escrit sense l'accent) —el nom que rep a Nova Anglaterra el batut de llet espessa amb gelat, derivat de la paraula francesa lait frappé (llet batuda) — i cappuccino, un cafè exprés amb llet espumada.
El Frappuccino va ser desenvolupat, regsitrat com a marca i venut originalment per la cadena de cafeteries de l'est de Massachusetts de George Howell, Coffee Connection, i creat i anomenat pel seu director de màrqueting, Andrew Frank. Quan Starbucks va comprar Coffee Connection el 1994, van obtenir els drets d'utilitzar, elaborar, comercialitzar i vendre la beguda Frappuccino. La beguda, amb una recepta diferent, es va introduir amb el nom de Starbucks el 1995. El 2012, Starbucks va tenir vendes anuals de Frappuccino per valor de més de 2 mil milions de dòlars.

## Recepta
La recepta es deriva d'una fusió de diverses begudes fredes, inclòs el "cafè frap" (similar al cafè amb gel) i el "frappe" (gelat barrejat, xarop i llet), amb el cappuccino italià. La recepta d'avui en dia consisteix en una barreja de cafè instantani, gel, un agent emulsionant com la goma xantana i altres additius com la llet, el sucre, els xarops aromatitzats i la nata muntada.

## Versions

### Disponibles actualment
A continuació es mostra una llista de les versions típiques disponibles actualment de cada tipus de Frappuccino.

#### Descafeïnat
A petició del consumidor, es pot utilitzar el cafè exprés descafeïnat en lloc de la barreja estàndard amb cafè instantani.

#### Crema
Es va crear una base sense cafè per fer una beguda anomenada Frappuccino Blended Crème. Alguns exemples de la carta inclouen la crema de moca, la crema de vainilla, la crema de maduixa, la crema de matcha i la crema de chai. Tots els elements del menú de Frappuccino poden venir com un Frappuccino a base de Crème, de vegades amb noms lleugerament diferents. Qualsevol xarop o salsa es pot utilitzar per fer un Frappuccino Blended Crème personalitzat. Els Frappuccinos amb base de crema porten molt poca o gens de cafeïna.

#### Alternatives no làctiques
Els frappuccinos fets amb llet de soja van estar disponibles a les botigues dels Estats Units i el Canadà a partir del 2010. El gener de 2011 Starbucks va introduir aquesta opció a les botigues australianes, i des d'aleshores l'opció ha estat disponible a altres països. Starbucks també ha introduït opcions de llet de coco, ametlla i civada.

#### Modificacions
Els frappuccinos poden incloure ingredients addicionals, que poden incloure cafè exprés, xarops aromatitzats, "xips de Frappuccino" que són similars a les xips de xocolata i pols aromatitzats. Els consumidors també poden personalitzar la consistència dels Frappuccinos demanant gel lleuger addicional. Qualsevol Frappuccino pot tenir xarops addicionals, tapes de cafè exprés o diverses altres modificacions amb un possible recàrrec.

### Antigues versions

#### Barreges de sucs
A l'estiu de 2006, Starbucks va presentar la barreja de sucs Frappuccino, que es va descriure com "sucs de fruites reals combinats amb te Tazo, barrejats amb gel". Les mescles de sucs es van suspendre gradualment durant el 2007 i el 2008 i Starbucks ja no n'ofereix.

#### Frappuccino Light
Anteriorment, es podien demanar els Frappuccinos "lleugers" (o "lights"). Frappuccino light era una alternativa al frappuccino de cafè, que s'elaborava amb una base frappuccino baixa en sucre, llet sense greix i se servia habitualment sense nata muntada. El Frappuccino lleuger ara s'ha deixat de fabricar.

#### Edicions limitades de temporada
Begudes com l'Unicorn, el Frankenstein, el Red Velvet Cake Cream, el Cherry Blossom i el Zombie Frappuccino van ser edicions limitades de temporada. Aquests Frappuccinos es van començar a llançar originalment l'abril de 2017 i van funcionar fins al 2018, i només van funcionar durant un curt període, ja que els ingredients es van produir en quantitats relativament baixes.

## Frappuccino embotellat
Es venen frappuccino embotellats en botigues a l'abast i en màquines expenedores. La versió embotalleda de 280ml es va fabricar originalment el 1996. Starbucks ofereix 19 sabors de Frappuccino embotellats diferents, com ara moka, vainilla, cafè, moca de xocolata blanca torrada, espècies de carbassa i caramel. El Frappuccino embotellat es presenta en dues mides d'envàs, incloent 13.7 unces fluides d'EUA (410 ml) i 9.5 unces fluides d'EUA (280 ml) .

## Associació Nord-americana del Cafè
El 1994, PepsiCo i Starbucks van formar una entitat anomenada North American Coffee Partnership. L'empresa conjunta es va crear perquè els productes preparats per beure amb el nom de Starbucks es poguessin distribuir mitjançant la xarxa global de Pepsi. El Frappuccino va ser el primer producte de l'empresa conjunta.

## Alt contingut en sucre
Les begudes de Frappuccinos contenen un alt nivell de sucre afegit. Una beguda típica de mida Grande (16 oz) té molt més de 36/32 grams de sucre que l'Associació Americana del Cor suggereix que s'haurien de prendre en un dia. Per exemple, un Frappuccino de llet d'ametlla de galetes de sucre de mida gran conté 58 grams de sucre, un Frappuccino de Crema Matcha de mida gran en té 61 grams, mentre que un Frappuccino gran d'espècies de carbassa té 65 grams.